# Боль (фильм, 2017)
«Боль» (фр. La Douleur) — французско-бельгийский драматический фильм 2017 года, поставленный режиссёром Эмманюэлем Финкелем, по одноимённому автобиографическому роману Маргерит Дюрас, изданному в 1985 году. В роли писательницы снялась Мелани Тьерри.
В сентябре 2018 года фильм был выдвинут от Франции претендентом на 91-ю премию Американской киноакадемии, в номинации за лучший фильм на иностранном языке, но не был номинирован. В 2019 году лента получила восемь номинаций французской национальной кинопремии «Сезар», в том числе за лучший фильм и лучшую режиссёрскую работу.

## Сюжет
Июнь 1944 года, Франция всё ещё оккупирована фашистской Германией. Писатель и коммунист Робер Антельм, главный деятель Сопротивления, арестован и депортирован. Его молодая жена, писательница Маргерит Дюрас (Мелани Тьерри), встречается с Пьером Рабье (Бенуа Мажимель) — французским агентом, что работает в гестапо. Женщина готова на всё, чтобы найти своего мужа. Окончание войны оборачивается для Маргерит агонией, болью, невыносимым ожиданием возвращения Робера — живым или мёртвым.

## В ролях
- Мелани Тьерри — Маргерит Дюрас
- Бенуа Мажимель — Пьер Рабье
- Бенжамен Бьоле — Дионис Масколо[фр.]
- Эмманюэль Бурдьё — Робер Антельм
- Грегуар Лепренс-Ренге — Франсуа Морлан (псевдоним Франсуа Миттерана в Сопротивлении)
- Шулами Эдар — мадам Кац
- Анн-Лис Эмбурже — мадам Борд
- Патрик Лизана — Жорж Бошам
- Йоанна Грудзиньская[фр.] — Тереза
- Каролин Дюсе[фр.] — клиент ресторана Saint-Georges

## Награды и номинации
Кинофестиваль в Сан-Себастьяне-2017
- Участие в официальном конкурсе, выдвижение на «Золотую раковину» — реж. Эмманюэль Финкель

Кинофестиваль в Кабуре-2018
- Лучшая актриса — Мелани Тьерри (награда)
- Приз имени Гонзага Сен-Бри за лучший адаптированный сценарий литературного произведения — Эмманюэль Финкель (награда)

Приз Луи Деллюка-2018
- Лучший фильм — Эмманюэль Финкель (номинация)

Премия «Сезар»-2019
- Лучший фильм — реж. Эмманюэль Финкель, продюсеры: Летиция Гонзалез, Яэль Фогель, Давид Гоке, Жюльен Дерис, Этьенн Малле (номинация)
- Лучшая режиссура — Эмманюэль Финкель (номинация)
- Лучшая актриса — Мелани Тьерри (номинация)
- Лучший адаптированный сценарий — Эмманюэль Финкель (номинация)
- Лучшая работа оператора — Алексис Кавиршин[фр.] (номинация)
- Лучшие декорации — Паскаль Легеллек (номинация)
- Лучшие костюмы — Анаис Роман, Серджо Балло (номинация)
- Лучший звук — Антуан-Базиль Мерсье, Давид Вранкен, Алин Гавруа (номинация)

Премия «Люмьер»-2019
- Лучшая актриса — Мелани Тьерри (номинация)